# Btooom!
Btooom! (яп. ブトゥーム, дос. «Вибух!») — японська манґа, написана Дзюн'я Іноуе і яка виходила по частинах спочатку в журналі Monthly Comic Alive, а потім — в Monthly Comic Bunch. У червні 2012-го було оголошено, що манга буде адаптована в аніме-серіал студією Madhouse. Трансляція тривала з 4 жовтня по 20 грудня 2012. Аніме в Північній Америці ліцензовано для потокової передачі і домашнього відеорелізу у 2013. Sentai Filmworks. Опенінг аніме «No pain, No game» виконує Нано, ендінг «Aozora» — May'n. Жанр — трилер, бойовик, пригоди, романтика.

## Сюжет
Рьота Сакамото — безробітний 22-річний юнак, який живе зі своєю матір'ю. Реальний світ його не цікавить, для нього тут немає нічого дійсно особливого, проте в Інтернеті він один з найкращих гравців в світі бойової гри під назвою Btooom!.
Одного разу він прокидається, як йому здається, на тропічному острові, хоча він і не пам'ятає, як і чому він туди потрапив. Бродячи навколо, Рьота бачить когось і кричить йому про допомогу. Але незнайомець у відповідь, кидає в нього бомбу. Тепер Рьота розуміє, що його життя знаходиться в небезпеці, і що він якимось чином потрапив у реальну версію своєї улюбленої гри. Його головна місія — вижити достатньо довго, щоб з'ясувати, як і чому він опинився тут. І для цього треба вбивати, погодившись на жорсткі умови смертельної гри.

## Персонажі

### Протагоністи
- Рьота Сакамото (яп. 坂本 竜太)

Рьота — центральний чоловічий персонаж, елітний гравець Btooom!. Сакамото — звичайний 22-річний хлопець середнього зросту та ваги. У нього світло-каштанове волосся і карі очі. Одягнений у темно-сіру застебнуту сорочку та чорні штани. Він також носить чорний пояс. Як і будь-який інший гравець Btooom!, має IC чип, імплантований в його ліву руку. Раніше Рьота залишився всередині гри цілий день, він волів би спілкуватися з людьми в Інтернеті, ніж з людьми в реальному житті.
Завдяки своєму досвіду Рьота може легко адаптуватися до смертельної гри. Його здатність до імпровізації і швидке мислення допомогло Сакамото вижити у багатьох зустрічах, які для інших гравців виявилися смертельними. Його здібності дозволяють також дивувати своїх опонентів, коли ті думають, що вони вже добилися перемоги.
На острові Рьота показав невидимий бік себе. Спочатку був збентежений через те, що відбувається, але швидко пристосувався до виживання у грі, при цьому його можна описати як хоробру людину, яка може прийти на допомогу у важкий час. Він відмовляється вбивати більше, ніж це необхідно в плані самооборони.
Його ім'я, ймовірно, взято з історичної особи Сакамото Рьома, самурая та політика епохи Едо.
- Хіміко (яп. ヒミコ) / Хемілія (яп. ヘミリア)

Хіміко — гравець Btooom! і центральний жіночий персонаж серіалу. Номінована групою її друзів. Хіміко — звичайна молода висока школярка, має яскраво-блакитні очі і довге світле хвилясте волосся (її чубчик розділяється праворуч, оголюючи частина лоба), через що її помилково приймають за іноземку, нвеликі сережки, пофарбовані блакитні нігті. Вона виглядає вхожено і сексуально, має великі груди, які підкреслюють її блузку та сорочку, що є причиною її бажання та жаданості багатьма чоловіками в аніме. У зв'язку з подіями випробування на острові, дівчина покрита дрібними ударами і порізами. Хіміко завжди носить з собою електрошокер пістолета, тому що вона боїться чоловічих дотиків. Йосіока та Міцуо раніше обидва намагалися зґвалтувати її, що в кінцевому підсумку призвело до її боязні чоловіків. Вона вирішила, що кожний чоловік на острові є її ворогом, тому Хіміко завжди намагається покінчити з собою, якщо битва для неї програна. Тим не менш, пізніше вона трохи змінила свої погляди і зрозуміла, що Сакамото — єдиний на острові, кому могла б довіряти.
Хіміко формально одружила з Сакамото в онлайн-грі Btooom!, проте не відразу зізналася у цьому.
Її справжнє ім'я — Хемілія, яке, ймовірно, взято з Хіміко, шаманської королеви у III ст.
- Кійосі Тайра (яп. 平 清}平 清)

Кійосі є одним з гравців Btooom! середнього віку та надмірної ваги, хто розмовляє кансайським діалектом і маловитривалий. Раніше агент із нерухомості, перш ніж взяв участь у грі. Одягнений в білу сорочку з розстебнутими кілька кнопками на шиї. Його рукава в основному закатані, носить сірі штани і чорні туфлі. Тайра вважав, що його номінували після того, як той посперечався з клієнтом. Був партнером з Рьотою, а потім і з Хіміко. Пізніше він їх зрадив через психологічну нестабільність, яка в результаті привела його до самогубства від власного BIM'а.
Його ім'я, ймовірно, взято з Тайра Кійоморі, бойового генерала періоду Хейан.
- Сікі Мурасакі (яп. 村崎 志紀)

Гравець попереднього раунду Btooom! півтора року тому та колишній соратник Масахіто. Останній зрадив її, щоб вибратися з острову, після того, як зробив жінку козлом відпущення через власну ж медичну халатність. Сікі раніше була обрана для участі в Btooom! і за іронією долі їй довелося об'єднати зусилля з Масахіто, який також потрапив у ту ж халепу, що й вона. Вибухом жінці відірвало руку з чипом, проте вона змогла вижити їй травми і жила на острові, поки, знову не зустрілась зі своїм зрадником. Хоча пізніше вона не змогла його добити.

### Антагоністи
- Козуке Кіра (яп. 吉良 康介)

Косуке Кіра — трьохзірковий гравець Btooom!, молодий хлопчик невеликого зросту, має пряме чорне волосся, яке досягає його підборіддя, і червоні очі, 14-річний син Йосіхіси Кіри. У реальному житті має садистський характер і жодних докорів сумління вбивати інших через те, що раніше став жертвою побутового та сексуального насильства з боку свого батька. Втікав з дому кілька разів, вдавався до кишенькових крадіжок на вулицях. Ця ескалація привела Косуке до здійснення таких серйозніших злочинів, як вбивство і зґвалтування трьох жінок. Заарештований і засуджений до м'якого покарання завдяки своєму адвокату Нацуме. Справа отримала великий суспільний резонанс і (ймовірно), один з членів сім'ї жертви номінував Косуке, батько Косуке і Нацуме до гри Btooom!.
Побитий Рьотою, але на кінець першого сезону все ще живий через милосердя Сакамото.
- Масасі Міямото (яп. 宮本 雅志)

Масасі — гравець Btooom! і ветеран війни. Спочатку не активно полював на людей, але після того, як з'ясувалося, що вбивство є єдиним способом вижити, став одним із найгрізніших супротивників. Його єдина слабкість — схильність покладатися тільки на бойовий ніж та інстинкт, а не такі пристрої, як BIM і радар. Убитий Рьотою.
- Нобутака Ода (яп. 織田 信隆)

Ода був приятелем Рьоти зі старшої школи Ryota та найкращим другом, вони часто бовталися разом. Їхня дружба пішла донизу після того, як Ода переспав з дівчиною, яка подобалася Сакамото. У шкільні роки Нобутака був конкурентоспроможним, хороший у всьому, будь то спорт чи навчання, надзвичайно популярним серед хлопців і дівчат, завжди веселий.
- Масахіто Дате (яп. 伊達 雅仁)

Масахіто — лікар, який працював в тій же лікарні, що й Сікі Мурасакі. Спійманий на медичній недбалості, був прикритий Сікі, проте Дате зробив жінку козлом відпущення для того, щоб додатково захистити себе. Пізніше потрапив уперше на острів і зрадив Мурасакі, щоб вибратися з гри. За іронією долі Масахіто знову вибрали для участі в Btooom! вдруге.
Його ім'я, ймовірно, взяті з Дате Масамуне, легендарного воїна Японії періоду Едо.
- Хідемі Хіносіта (яп. 木下 秀美)

Гравець Btooom!, наразі напарниця Нобутаки Оди. Хідемі — маніпулятивна особа, може використовувати жіночу хитрість для досягнення власних цілей, удавати боязку чи невпевнену і, не вагаючись, пожертвувати ким-небудь, щоб вижити. Наприклад, так вона вчинила з чоловіком, який сказав їй, що він буде захищати її від комодських драконів. За стилем її боротьби з Хіміко можна стверджувати, що Хіносіта знає бойові мистецтва.
Її ім'я, ймовірно, взято з Кіносіти Хідейосі, дайме з періоду Сенгоку.
- Йосіакі Імагава (яп. 今川 義昭)

- Соічі Нацуме

Нацуме має великий лоб та неабияку кількість зморшок, невеликі очі, носить окуляри прямокутного типу, волосся коротке. Виглядає як стереотипний адвокат з білою застебнутою сорочкою та в чорних штанах з чорними підтяжками. Він починав як слухняний чоловік, але проявив агресію через медикаменти. Убитий Рьотою.
- Йосіхіса Кіра (яп. 吉良 義久)

Батько Кіри Косуке, убитий своїм сином.

### Другорядні
- Ісаму Кондо (яп. 近藤 勇)

Один із гравців Btooom! гравців, які постійно сперечався з Масасі Міямото. Згодом він був убитий ним же на початку гри. До своєї участі був учителем середньої школи. Його ім'я, ймовірно, взято з Кондо Ісамі, фехтувальника та лідера Сінгесумі періоду Едо.
- Місако Ходзьо (яп. 北条 美沙子)

Місако був гравцем Btooom!. Убитий Нобутакою Одою.
- Цунеакі Іда (яп. 飯田 恒明)

- Юкі Сакамото (яп. 坂本 幸恵)

Мати Рьоти.
- Нісанобу Сакамото (яп. 坂本 久信)

Вітчим Рьоти.
- Йосіока (яп. 吉岡)

Хлопець Хіміко, якого вона знала та якому довіряла. Він був у складі групи, що переконала Хіміко привести її друзів до них. Пізніше він накачав наркотиками її подруг і спробував зробити те ж саме з Хіміко, але зазнав невдачі. Хіміко втекла, повідомила в поліцію, Йосіоку та його друзів схопили та звинуватили у побитті та зґвалтуванні.
- Міхо (яп. ミホ), Аріза (яп. アリサ), Юкі (яп. ユキ)

Раніше найкращі подруги Хіміко. Були побиті й зґвалтована друзями Йосіоки після того, як ті накачали їх наркотиками. В результаті вони відповідальні за номінацію Хіміко.

### Критика
- Btooom! is an Explosion-Filled Cross Between Hunger Games and The Last Star Fighter [Архівовано 15 травня 2013 у Wayback Machine.] (англ.)